# Чеботарь, Ефим Карпович
Ефим Карпович Чеботарь (рум. Efim Cebotar) — советский хозяйственный, государственный и политический деятель, Герой Социалистического Труда.

## Биография
Родился в 1923 году в селе Попенки. Член КПСС.
Участник Великой Отечественной войны. С 1947 года — на хозяйственной, общественной и политической работе. В 1947—1975 гг. — заведующий магазином и председателем Попенкского сельского потребительского общества, колхозник в колхозе «Путь к коммунизму» Рыбницкого района, председатель исполкома Попенкского сельсовета, председатель колхоза имени М. В. Фрунзе в Рыбницком районе, председатель колхоза «50 лет Октября» Рыбницкого района Молдавской ССР.
Указом Президиума Верховного Совета СССР от 8 апреля 1971 года присвоено звание Героя Социалистического Труда с вручением ордена Ленина и золотой медали «Серп и Молот».
Избирался депутатом Верховного Совета Молдавской ССР 8-го созыва.
Делегат XXIV съезда КПСС.
Умер в Попенках в 1993 году.